# Robolympics

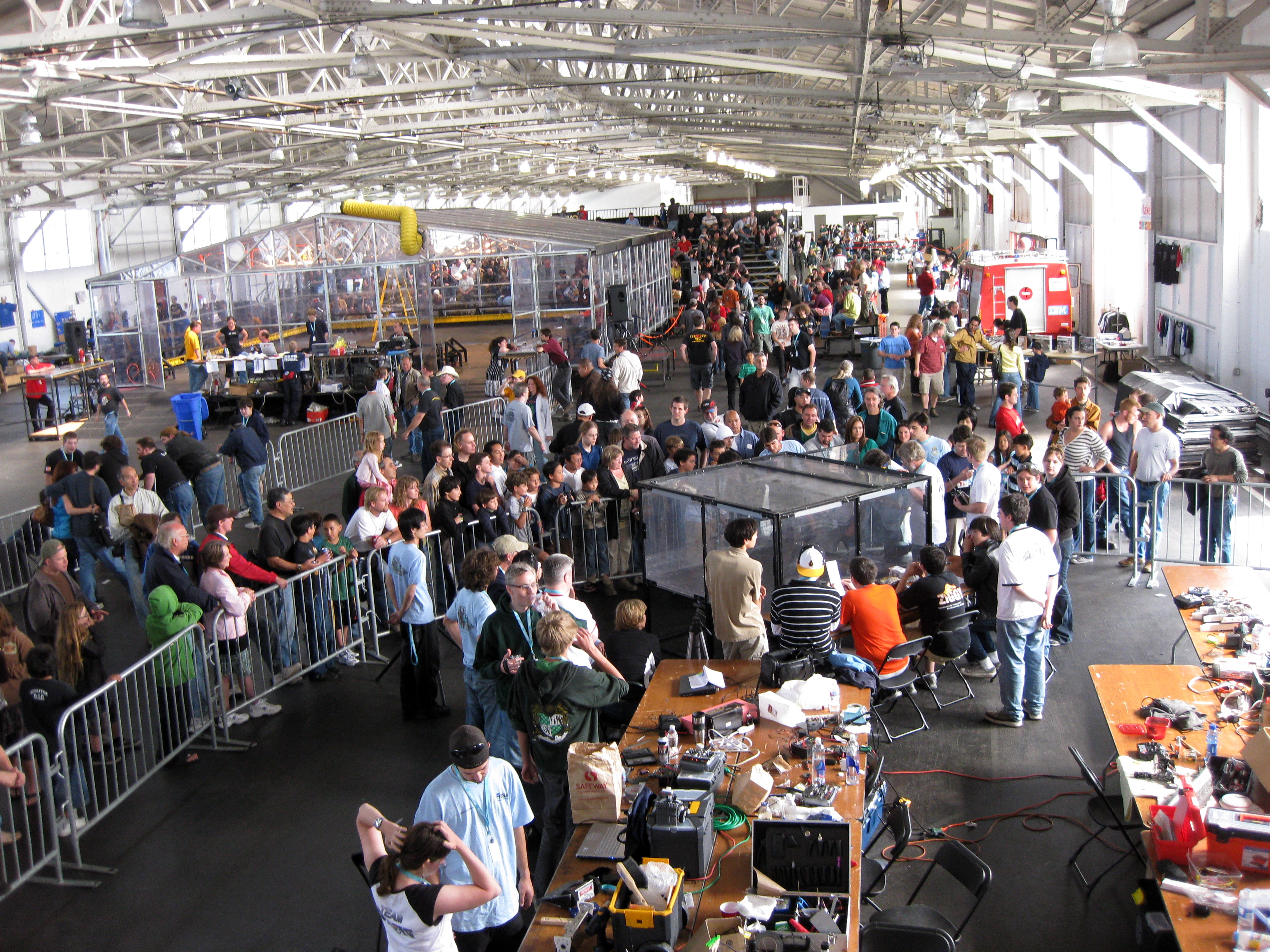
Hangar des RoboGames 2008.

RoboGames, tout d'abord connu sous le nom de ROBOlympics, est une compétition entre robots tenue chaque année à San Mateo en Californie. Son édition la plus récente a eu lieu du 27 au 28 avril 2018.

## Organisation
RoboGames est selon le livre des records la plus grande compétition de robots au monde. Les concours met en scène des concurrents représentant une large sélection de pays, qui concourent les uns contre les autres à l'occasion de plus de 50 disciplines différentes telles que les combats de robots, les matchs de football miniatures, le marathon d'humanoïdes ou encore des combats de robots-sumos (discipline proche du sport japonais consistant à pousser l'autre robot hors du cercle dessiné au sol). Deux tiers des robots prenant part au concours sont autonomes, tandis que le tiers restant est téléguidé. Malgré cela, une grande majorité de candidats se cantonne aux disciplines impliquant des robots téléguidés, notamment les combats de robots.

## Création
RoboGames a été créé par David Calkins en 2004 sous le nom de Robolympics, pour ensuite devenir RoboGames. Le festival a été fondé dans l'idée de créer une pollinisation croisée entre une évènement ouvert à tous et les différentes disciplines de la robotique, où les constructeurs  de différents types de robots pourraient se rencontrer et échanger leurs idées. 

## Couverture médiatique
- En juin 2011, la chaîne américaine Science Channel a sélectionné un combat de robots de poids moyen pour en faire le sujet d'une émission spéciale d'une heure qui a été diffusée sous le nom de Killer Robots: RoboGames 2011. Ce programme a été présenté par l'expert de l'électronique américain Grant Imahara dans son émission MythBusters.
- RoboGames a été sélectionné [Quand ?] par le magazine américain Wired dans son top 10 des meilleurs festivals geeks d'Amérique du Nord.